# Melanerpes
Melanerpes é um gênero de pica-paus. 

## Espécies
- Pica-pau-branco - Melanerpes candidus
- Pica-pau-de-lewis, ou pica-pau-verde-rubro - Melanerpes lewis
- Pica-pau-de-guadalupe, Melanerpes herminieri
- Pica-pau-porto-riquenho, Melanerpes portoricensis
- Pica-pau-de-cabeça-vermelha, Melanerpes erythrocephalus
- Pica-pau-das-bolotas, Melanerpes formicivorus
- Benedito-de-testa-vermelha - Melanerpes cruentatus
- Benedito-de-testa-amarela - Melanerpes flavifrons
- Pica-pau-de-nuca-dourada, Melanerpes chrysauchen
- Pica-pau-bonito, Melanerpes pulcher
- Pica-pau-de-cara-negra, Melanerpes pucherani
- Pica-pau-de-testa-branca, Melanerpes cactorum
- Pica-pau-haitiano, Melanerpes striatus
- Pica-pau-jamaicano, Melanerpes radiolatus
- Pica-pau-mascarado, Melanerpes chrysogenys
- Pica-pau-do-balsas, Melanerpes hypopolius
- Pica-pau-do-iucatão, Melanerpes pygmaeus
- Pica-pau-de-coroa-vermelha, Melanerpes rubricapillus
- Pica-pau-do-deserto, Melanerpes uropygialis
- Pica-pau-da-nuca-dourada, Melanerpes hoffmannii
- Pica-pau-da-fronte-dourada, Melanerpes aurifrons
- Pica-pau-centro-americano, Melanerpes santacruzi
- Pica-pau-carolino, Melanerpes carolinus
- Pica-pau-das-antilhas, Melanerpes superciliaris